# Джамп-ап
Джам-а́п (англ. jump-up) — поджанр драм-н-бейса, характеризующееся глубокими синтезаторными бас-линиями и энергичными ускоренными барабанными лупами. Расцвет Джамп-апа пришелся на 1990-е. Как правило, джамп-ап звучит более фанково и позитивно, чем другие поджанры жанра драм-н-бейс. Кроме того, нередко композиции в стиле джамп-ап насыщены хип-хоповыми семплами. Выделился из хардстепа под влиянием разного рода звуковых экспериментов, в первую очередь с басовой линией.
Классическими примерами музыкальных композиций в жанре джамп-ап являются композиции DJ Zinc — Super sharp shooter и Fugees — Ready or not (DJ Zinc remix).
Сам стиль был создан для ночных клубов и танцполов — чтобы заставить публику буквально «подпрыгивать» (jump up) и танцевать.
Кроме того, Jump-Up — название лейбла звукозаписывающей студии, которая выпускала виниловые диски с музыкальными композициями в жанре драм-н-бейс в период с 1997 по 1998 годы.